# Křešín (okres Pelhřimov)
Obec Křešín (německy Kreschin) se nachází v okrese Pelhřimov v Kraji Vysočina. Žije zde 185 obyvatel. Při jižním okraji obce protéká Martinický potok, který je levostranným přítokem řeky Želivky.

## Historie
První písemná zmínka o obci pochází z roku 1318.

## Sport
- Lyžařský vlek provozovaný TJ Start ze sousedního Lukavce[4]

## Pamětihodnosti a zajímavosti
- Novogotický kostel svatého Bartoloměje na návsi
- Křížová cesta
- Atmosférická stanice Křešín pro výzkum dolních vrstev atmosféry v katastru Kramolín se zdaleka viditelným stožárem z r.2013

## Části obce
- Křešín
- Blažnov
- Čeněnice
- Kramolín
- Mohelnice

## Galerie

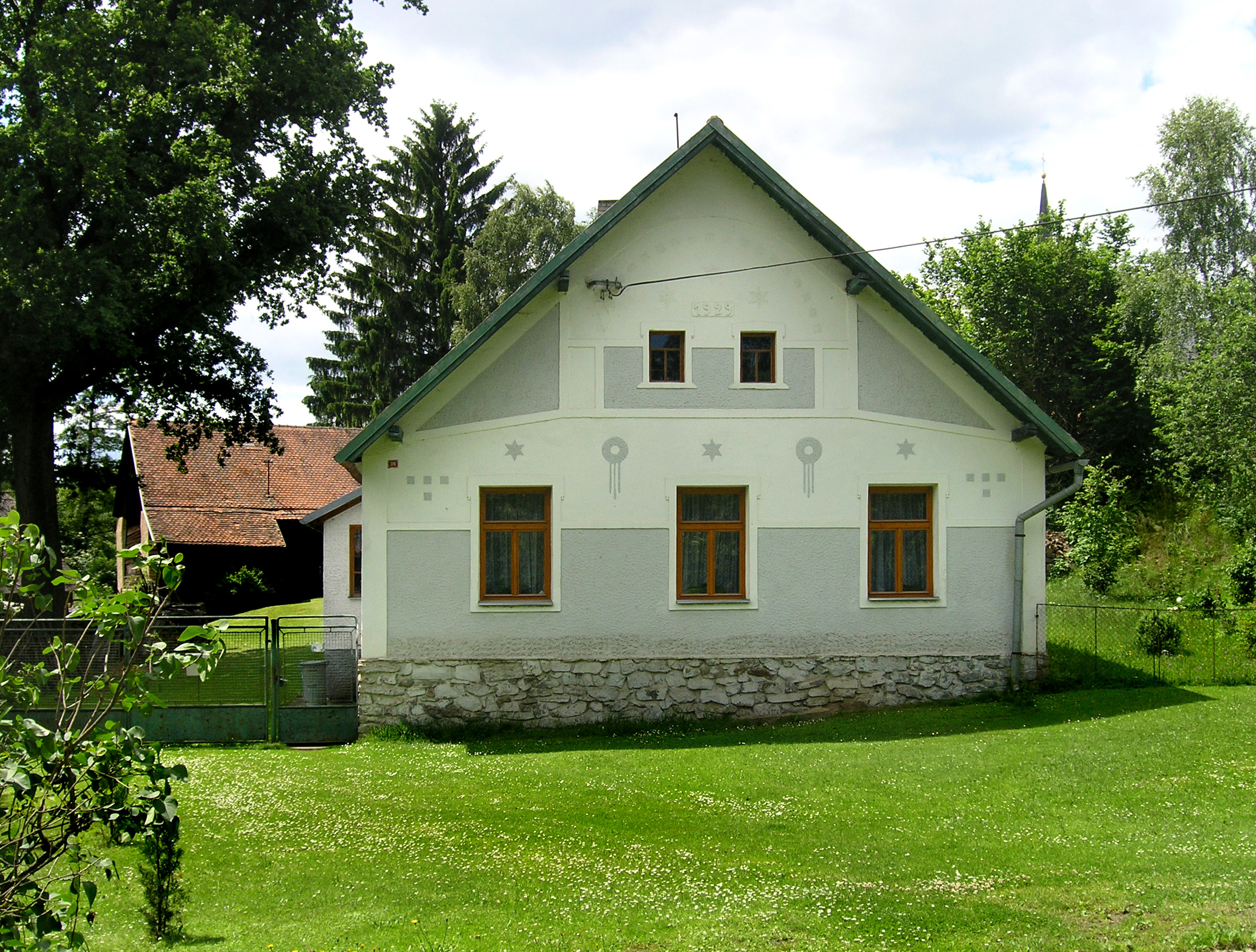
Domek na jihovýchodě
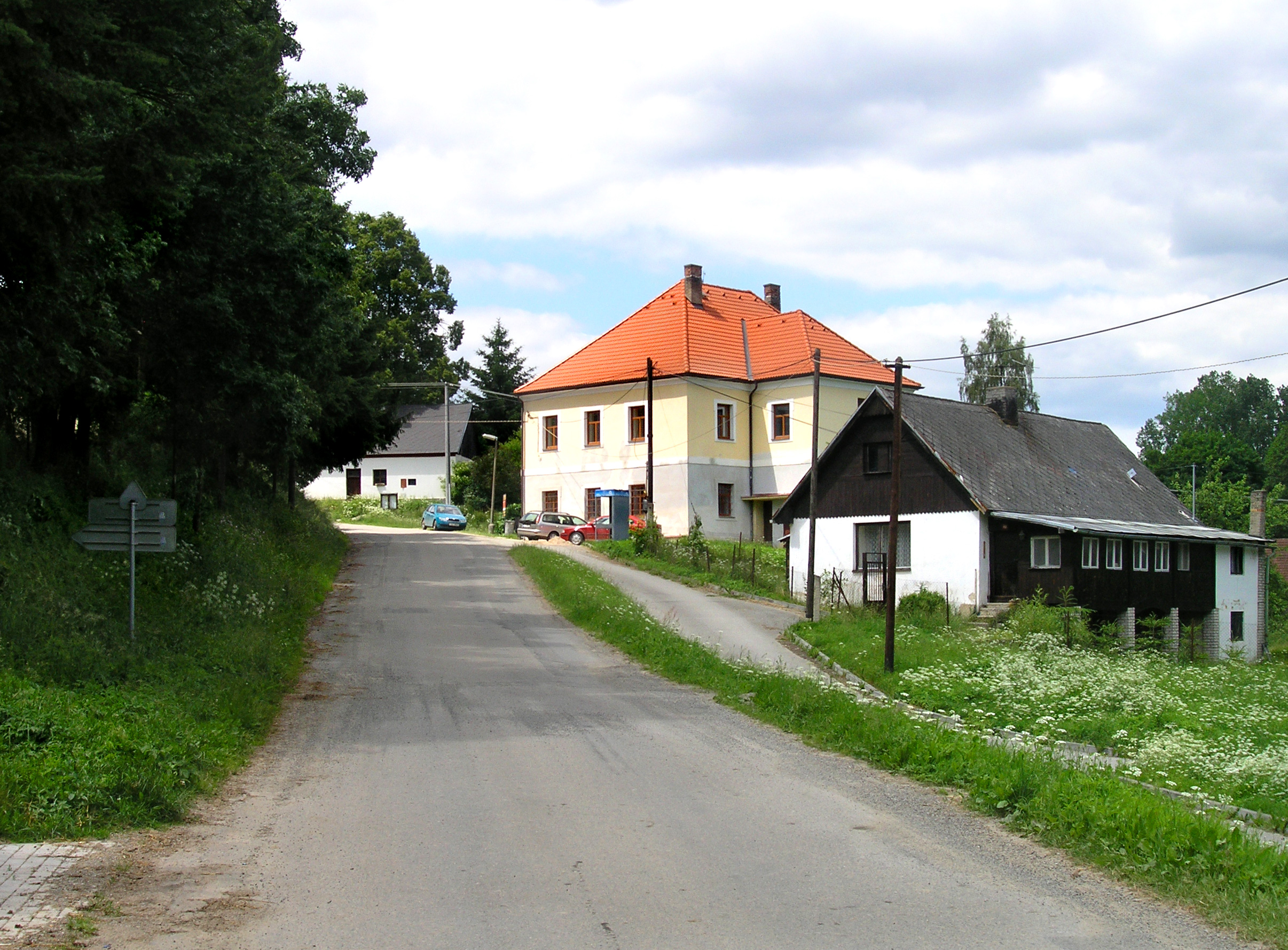
Hlavní silnice a pošta